# Го Цзяньмэй
Го Цзяньмэй (род. октябрь 1961, Хуасянь, Хэнань) — китайская юристка, правозащитник и директор НКО по оказанию юридической помощи женщинам. В 2005 году она была одной из 1000 женщин, выдвинутых в качестве номинантов на Нобелевскую премию мира. Го — лауреатка премии Симоны де Бовуар 2010 года и Международной женской премии за отвагу 2011 года. В 2019 году она получила премию «Правильный образ жизни». Замужем за писателем Лю Чжэньюнем.

## Карьера
Го родилась в семье крестьян в бедном районе уезда Хуасянь провинции Хэнань. Видение бедности, отсталости и нарушения прав женщин как в предыдущих поколениях её собственной семьи, так и в деревне, где она жила, послужило стимулом для её пожизненной приверженности делу улучшения прав женщин в Китае.
Когда ей было 18 лет, Го поступила на юридический факультет Пекинского университета, который окончила в 1983 году. Впоследствии она работала в Министерстве юстиции, Всекитайской федерации женщин и Всекитайской ассоциации юристов. В настоящее время она является исполнительным директором Женского юридического исследовательского центра юридического факультета Пекинского университета.
В 1995 году Го посетила Четвёртый Международный форум женщин-юристов и Международную всемирную конференцию Организации Объединённых Наций по положению женщин в Пекине.
Позже в том же году она вместе с коллегами основала Центр юридических исследований и услуг для женщин юридического факультета Пекинского университета, первую некоммерческую неправительственную организацию, специализирующуюся на юридической помощи женщинам в Китае. Центр стал влиятелен в вопросах защиты прав и интересов женщин. В 2010 году Пекинский университет официально вышел из состава центра, в 2016 году правительство Китая приказало закрыть его.
Го участвовала в пересмотре китайского Закона о браке в 2001 году и принятии Положений о юридической помощи в 2003 году. Она опубликовала 8 книг и стала редактором трёх томов популярных юридических книг «Закон о повседневной жизни» и «Путеводитель по делам о юридической помощи женщинам».

## Достижения
В 2010 году Го Цзяньмэй была награждена премией Симоны де Бовуар, а Международная организация труда объявила её своим первым послом в Китае по борьбе с дискриминацией людей с ВИЧ/СПИД. В 2011 году Государственный департамент США наградил её Международной женской премией за отвагу.
В 2019 году получила премию «Правильный образ жизни»
за её новаторскую и настойчивую работу по защите прав женщин в Китае.